# Marechal Cândido Rondon
Marechal Cândido Rondon ist ein brasilianisches Munizip im Westen des Bundesstaats Paraná. Es hatte 2021 geschätzt 54.031 Einwohner, die sich Rondonenser nennen. Seine Fläche beträgt 746 km². Es liegt 428 Meter über dem Meeresspiegel.

## Etymologie
Das Dorf wurde bei seiner Anlage zunächst Vila Flórida genannt. Erst bei seiner Erhebung zum Distrikt von Toledo am 6. Juli 1953 erhielt es den amtlichen Namen General Rondon. Mit der Erhebung zum Munizip bekam es seinen heutigen Namen. Damit wurde Cândido Mariano de Silva Rondon (1865–1958) geehrt. Dieser war 1955 zum Marschall ehrenhalber der brasilianischen Streitkräfte ernannt worden.

## Geschichte

### Matesammler und Holzfäller
Zu Beginn des 20. Jahrhunderts war die Gegend von Spaniern und Engländern besiedelt. Diese hatten großes Interesse an der Gewinnung von Herva Mate und Holz. Die Engländer erlangten die Genehmigung für die Ausbeutung dieses Gebiets als Kompensation für die Verbindlichkeiten Brasiliens gegenüber England, die durch den Erwerb von Eisenbahnmaterial entstanden waren.
Die Region wurde wohlhabend. Aber aufgrund der Anwesenheit der Coluna Prestes (1925–1927) wurden die Fazenda Britânia und der Porto Britânia zerstört und damit die Region geschädigt.

### Besiedlung
Die eigentliche Kolonisierung des Gebiets begann 1946, als die Maripá (Industrial Madeireira Colonizadora Rio Paraná S/A) die Fazenda Britânia erwarb und die Region auf seine Eignung für eine Ansiedlung zu untersuchen. Die ersten Besuche von Kaufinteressenten fanden um 1949 statt. Der Landerwerb erfolgte nach Angaben der ersten Bewohner im folgenden Jahr. Die Maripá verkaufte das Land an Siedler aus Rio Grande do Sul und Santa Catarina.
Im März 1950 wurden die ersten Bäume gefällt, um mit dem Bau des Dorfes zu beginnen. Die ersten Lichtungen wurden in der Nähe der heutigen Delegacia da Polícia Civil angelegt und damit der Bau der Avenida Rio Grande do Sul begonnen, die nach den ersten Bewohnern aus diesem Bundesstaat benannt wurde.
Die ersten Siedler kamen am 7. März 1950: Erich Ritscher, Antonio Rockembach und Oswaldo Heinrich. Am 14. April kam Beno Weirich an und am 21. Juni ließen sich seine Frau Alice Weirich und sein Bruder Lauro Mathias Weirich in dem Ort nieder. Aber erst 1951 gewann die Zuwanderung aus dem Süden an Fahrt. Es entstand ein neues Bevölkerungsbild in der Region. Die Siedler waren überwiegend deutschstämmig.

### Vorgeschichte der Erhebung von Munizipien im Westen Paranás
Der Westen von Paraná entwickelte sich stark, und mehrere Bevölkerungszentren wuchsen unaufhörlich. Dies führte dazu, dass der Abgeordnete Luis Alberto Dall' Canale, Sohn eines ehemaligen Direktors der Maripá und damaliger Präsident der Legislativversammlung, einen Gesetzentwurf zur Schaffung mehrerer Munizipien im Westen Paranás einbrachte: General Rondon, Palotina, São Miguel do Iguaçu, Medianeira, Matelândia, Guaraniaçu, Corbélia und Catanduvas (Paraná).
Am 25. Juli 1960 erließ der Gouverneur Moisés Lupion das entsprechende Gesetz Nr. 4.245. Am 15. September 1960 ernannte er Ari Branco da Rosa zum Interimsbürgermeister. Im Jahr 1961 fanden Wahlen zur Staatsregierung statt, und als Ney Braga die Regierung von Paraná übernahm, annullierte er alle Amtshandlungen der von der vorherigen Regierung ernannten Bürgermeister.
So begannen die neuen Bürgermeister, die nun per Volksentscheid gewählt wurden, ihre Amtszeit mit einem Kassenbestand von Null. Der gewählte Bürgermeister von Marechal Cândido Rondon, Arlindo Alberto Lamb, begann seine Amtszeit mit spontanen Spenden, die am 2. Dezember eingingen, dem Tag der Amtseinführung von ihm und der ebenfalls neu gewählten Stadträte (portugiesisch: Vereadores).

### Erhebung zum Munizip
Marechal Cândido Rondon wurde durch das Staatsgesetz Nr. 4.245 vom 25. Juli 1960 aus Toledo ausgegliedert und in den Rang eines Munizips erhoben. Es wurde am 2. Dezember 1961 als Munizip installiert.

## Geografie

### Fläche und Lage
Marechal Cândido Rondon liegt auf dem Terceiro Planalto Paranaense (der Dritten oder Guarapuava-Hochebene von Paraná). Seine Fläche beträgt 746 km². Es liegt auf einer Höhe von 428 Metern.

### Vegetation
Das Biom von Marechal Cândido Rondon ist Mata Atlântica.

### Klima
Das Klima ist gemäßigt warm. Es werden hohe Niederschlagsmengen verzeichnet (1726 mm pro Jahr). Im Jahresdurchschnitt liegt die Temperatur bei 22,4 °C. Die Klimaklassifikation nach Köppen und Geiger lautet Cfa.

### Gewässer
Marechal Cândido Rondon liegt im Einzugsgebiet des Rio Paraná. Dessen Itaipú-Stausee begrenzt das Munizip im Westen. Der Arroio Guaçú fließt entlang der nördlichen und der östlichen Grenze. Der Rio São Francisco Verdadeiro begrenzt das Munizip im Süden.

### Straßen
Marechal Cândido Rondon liegt an der BR-163 zwischen Guaíra und Toledo.

### Nachbarmunizipien
| Mercedes                  |                                             | Nova Santa Rosa                |
| Pato Bragado und Paraguay | Kompassrose, die auf Nachbargemeinden zeigt | Quatro Pontes                  |
| Entre Rios do Oeste       | São José das Palmeiras                      | Toledo und Ouro Verde do Oeste |

## Stadtverwaltung
Bürgermeister: Marcio Andrei Rauber, DEM (2021–2024)
Vizebürgermeister: Ilario Hofstaetter, PL (2021–2024)

## Demografie

### Bevölkerungsentwicklung
| Jahr | Einwohner | Stadt | Land |
| ---- | --------- | ----- | ---- |
| 1970 | 43.776    | 16 %  | 84 % |
| 1980 | 56.210    | 45 %  | 55 % |
| 1991 | 49.430    | 54 %  | 46 % |
| 2000 | 41.007    | 76 %  | 24 % |
| 2010 | 46.819    | 84 %  | 16 % |
| 2021 | 54.031    |       |      |

Quelle: IBGE, bis 2010: Volkszählungen und für 2021: Schätzung

### Ethnische Zusammensetzung
| Gruppe * | 1991    | 2000    | 2010    | wer sich als …                                                                   |
| --- | ------- | ------- | ------- | -------------------------------------------------------------------------------- |
| Weiße | 91,4 %  | 88,5 %  | 82,3 %  | weiß bezeichnet                                                                  |
| Schwarze | 1,7 %   | 2,1 %   | 2,6 %   | schwarz bezeichnet                                                               |
| Gelbe | 0,0 %   | 0,1 %   | 0,5 %   | von fernöstlicher Herkunft wie japanisch, chinesisch, koreanisch etc. bezeichnet |
| Braune | 6,7 %   | 9,0 %   | 14,5 %  | braun oder als Mischung aus mehreren Gruppen bezeichnet                          |
| Indigene | 0,0 %   | 0,1 %   | 0,1 %   | Ureinwohner oder Indio bezeichnet                                                |
| ohne Angabe | 0,1 %   | 0,2 %   | 0,0 %   |                                                                                  |
| Gesamt | 100,0 % | 100,0 % | 100,0 % |                                                                                  |
| *) Das IBGE verwendet für Volkszählungen ausschließlich diese fünf Gruppen. Es verzichtet bewusst auf Erläuterungen. Die Zugehörigkeit wird vom Einwohner selbst festgelegt. |         |         |         |                                                                                  |

Quelle: IBGE (Stand: 1991, 2000 und 2010)

## Wirtschaft

### Industrie
Die Stadt verfügt über die größte Industrieanlage Lateinamerikas zur Herstellung von Proteinpulver aus Molke. Es können bis zu 220 Tonnen täglich hergestellt werden.

### Abgaben des Kraftwerks Itaipú
Marechal Cândido Rondon erhält vom Kraftwerk Itaipú für die Überflutung von Gemeindeflächen Ausgleichszahlungen (genannt Royalties). Im Jahr 2017 finanzierten sie 9,4 % des Muniziphaushalts. Im Zeitraum 1990 bis 2019 beliefen sie sich auf insgesamt 116,5 Mio. US$.

## Söhne und Töchter der Stadt
- Thiago Seyboth Wild (* 2000), Tennisspieler